# Тулуб Зінаїда Павлівна
Зінаї́да Па́влівна Ту́луб (16 (28) листопада 1890, Київ — 26 вересня 1964, Ірпінь, Київська область) — українська радянська письменниця. Дочка Павла Тулуба, жертва Великого терору та Повторних репресій.

## Біографія
Зінаїда Павлівна Тулуб народилася 28 листопада 1890 року в Києві в сім'ї юриста і відомого на той час українського поета Павла Тулуба.
Дитинство минало в Брацлаві, згодом — у Таганрозі, куди переїхали батьки.
Від 1904 року майбутня письменниця знову в Києві, де 1913 року закінчила історико-філологічний факультет місцевих Вищих жіночих курсів. По захисті дисертації була залишена при Київському університеті для підготовки до професури.
У 1920-х роках працювала лектором у військових частинах, завідувала літературною частиною Київського фотокомітету.
У 1919—1921 рр. очолювала лекторську секцію в одній із частин Червоної Армії. З 1921-го працювала в різних радянських установах: завідувала літчастиною в Київському кінофотокомітеті, служила у відділі місцевого бюджету. З 1926 р.— на творчій роботі.

### Репресії
Заарештували Зінаїду Тулуб 4 липня 1937 р. В обвинуваченні, яке склав співробітник IV відділу УДБ НКВС УРСР лейтенант Держбезпеки Хват, зазначалося, що вона є «активною учасницею контрреволюційної організації „Виборчий центр“, котра здійснює підривну роботу перед наступними виборами до Рад».
5 вересня того ж року Військова колегія Верховного Суду СРСР засудила письменницю до тюремного ув'язнення строком на 10 років (із позбавленням політичних прав — на 5 років) і конфіскацією всього приналежного їй майна.
Ув'язнення Зінаїда Тулуб відбувала в ярославській тюрмі, а з літа 1939 р.— на Колимі. Євгенія Гінзбург, яка познайомилася з Зінаїдою під час етапу у виправний табір, залишила про неї такі відгуки у своїх спогадах: "Да, у Зинаиды Тулуб наружность дворянской дамы прошлого века. У нее чудесная коса. (...) На лице ее почти экстатическое выражение. Читает она старомодно, с пафосом. Она вообще старомодна. Неуловимый привкус старого дореволюционного литературного салона ощущается во всей ее манере читать, говорить. В быту она беспощадна и часто смешна."

Зінаїда Тулуб була звільнена 4 липня 1947 р. у зв'язку з відбуттям строку. Невдовзі через інвалідність була вислана в Джамбульський район Алма-Атинської області, де працювала шкільним бібліотекарем. Пізніше в доповідній заступника Міністра державної безпеки УРСР М. Попереки на ім'я В. Абакумова від 29 вересня 1949 року фігурувало, окрім інших, прізвище письменниці й містилася коротка інформація про неї:
10 лютого 1950 року з'явилося й рішення Особливої наради при МДБ СРСР, де було зафіксовано:
У матеріалах архівно-кримінальної справи на З. Тулуб не міститься ані протоколів допитів, ані постанови про арешт за другою справою. Це дає змогу дійти висновку, що вона розглядалася навіть без відома письменниці.
У липні 1954 р. з настанням у країні політичної відлиги Зінаїда Тулуб звертається до Голови Президії Верховної Ради СРСР К. Є. Ворошилова:
|  | Судову кару я відбула, і ось уже пішов п'ятий рік, як я томлюся в засланні, серед напівпустельних казахських цілинних земель, без можливості побачитись із близькими, повернутися до улюбленої праці письменниці, застосувати на практиці свої знання історика і створити хороший історичний роман про астронома Джордано Бруно, для якого я ще в 1936—1937 роках встигла зібрати багато цінного і рідкісного матеріалу… …І як не тяжко буде мені, коли майно конфісковане, знову розпочинати життя, але прошу Вас вернути мене до любимої праці, без якої життя для мене позбавлене радості, всякої мети і сенсу. Я прошу не перегляду справи, а індивідуальної амністії, права повернутися в рідний Київ, знову працювати на любимій ниві. Жити мені залишилося недовго… Невже ж на порозі смерті потрібний цей мій відрив від життя, ця ганьба, така незаслужена і безмежна?! …Я вірю, що Ви відгукнетеся! Ви — моя остання надія! |

Але відповіді не отримала.
Лише 23 червня 1956 року Військова колегія Верховного Суду СРСР ухвалила: "Вирок Військової колегії Верховного Суду СРСР від 5 вересня 1937 року і постанову Особливої наради при МДБ СРСР від 10 лютого 1950 року щодо Тулуб Зінаїди Павлівни скасувати за нововиявленими обставинами і справу про неї припинити «за відсутністю складу злочину».
Активну участь у громадській реабілітації письменниці взяли побратими по перу Максим Рильський, Леонід Смілянський, Іван Кологойда.
По реабілітації Зінаїда Тулуб повернулася до Києва.

Могила Зінаїди Тулуб

Померла 26 вересня 1964 року в Ірпінському будинку творчості. Похована в Києві на Байковому кладовищі (ділянка № 1).
2 березня 2013 року у Національній бібліотеці України імені В. І. Вернадського (НБУВ) відбулась презентація книги спогадів «Моя жизнь»

## Творчість
У літературу входила як поетеса, друкувала вірші російською мовою в газеті «Киевские вести», в журналах «Киевская мысль», «Вестник Европы», «Русское богатство». 1916 року опублікувала в журналі «Вестник Европы» (1916) повість «На роздоріжжі» (На перепутье), написану російською мовою.
1911 року видала окремою брошурою переклад «Пророкування вельви» — однієї з частин «Старшої Едди», супроводжений передмовою і примітками перекладачки. Допомогу джерелами й порадами під час роботи над перекладом Зінаїді Тулуб надавав професор Університету Св. Володимира Іван Шаровольський, з ініціативи якого й було надруковано готовий текст. За власним зізнанням перекладачки, переклад було виконано не з оригіналу, а з німецького перекладу Гуґо Ґерінґа.
За радянського часу перейшла на українську мову.
Найвизначніший твір Тулуб — історичний роман-дилогія «Людолови» (1934—1937, у переробленому вигляді перевиданий 1958), у якому на багатому історичному матеріалі відтворено життя українського народу початку 17 століття за гетьмана Петра Сагайдачного, з типовим переяскравленням «класової боротьби» і «класової солідарности» й з негацією національного. Крім того, роман із життя Тараса Шевченка на засланні — «В степу безкраїм за Уралом» (1964). Писала також кіносценарії, п'єси, перекладала російською мовою твори українських та французьких письменників.

## Вшанування пам'яті
У травні 2023 року вулиця у Деснянському районі Києва отримала нову назву на честь Зінаїди Тулуб..